# Eois cervina
Eois cervina là một loài bướm đêm trong họ Geometridae.